# Luodong
Luodong (angleško Luodong Township; kitajsko: 羅東鎮; pinjin: Luódōng Zhèn; Wade–Giles: Lo2-tung1 Chen4; Pe̍h-ōe-jī: Lô-tong) je mestno naselje na Tajvanu v srednjem delu Grofije Yilan. To je obenem najmanjše mestece v tej grofiji, a obenem z najgostejšo naseljenostjo na vsem otoku.

## Ime
Ime Luodong izhaja iz prejšnjega imena (kitajsko: 老懂; Pe̍h-ōe-jī: Lō͘-tóng), in sicer iz kavalanske (Kavalan language) besede rutung v slovensko: slovenskem pomenu "opica", glede na velikansko število opic, ki so otok naseljevale pred pol stoletja.

## Pomembne osebnosti
- Chen Chin-te, vršilec dolžnosti sodnika (2017–2018)
- Huang Chun-ming, romanopisec in pisatelj
- Lin Mei-hsiu, igralka in televizijska voditeljica
- Lin Tsung-hsien, kmetijski minister (2017–2018)
- Lin Zi-miao, sodnik okrožja Yilan
- Ran In-ting, akvarelni slikar
- Jimmy Liao, ilustrator
- Doris Yeh, basistka v glasbenem sestavu Chthonic
- Janez Janež, zdravnik in kirurg [2]